# Joyabaj
Joyabaj est une ville du Guatemala dans le département du Quiché.